# Reacción sigmatrópica
La reacción sigmatrópica es un tipo de reacción pericíclica que también se conoce como transposición sigmatrópica o rearreglo sigmatrópico. Son transposiciones moleculares en las que un átomo o grupo de átomos se trasladan de una posición de la molécula a otra, rompiéndose un enlace σ y uno o varios π para formarse el mismo número de enlaces σ y π. Se escribe esta interconversión como 1σ + nπ ↔ 1σ + nπ.

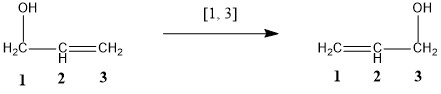
Ejemplo de transposición sigmatrópica [1,3

## Clasificación de las transposiciones sigmatrópicas
Para su clasificación se utilizan dos números que se escriben entre corchetes y separados por una coma, que indican la posición relativa de los átomos que intervienen en la reacción. Para utilizar este sistema, hay que numerar la cadena del grupo que migra y del alqueno desde el punto en que estaban unidos. Una vez establecido ese orden,  la numeración que clasifica la reacción estará formada por los dos números (el del grupo que migra se pone el primero) de las cadenas por donde se unen nuevamente. Esto se expone en el ejemplo que vemos a la derecha: 
Otro ejemplo de transposición sigmatrópica [3,3] es la transposición de Claisen.

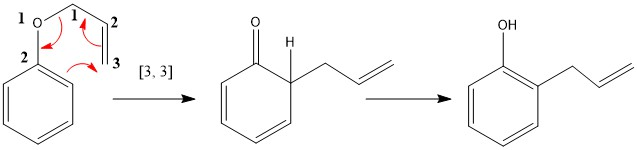
Transposición de Claisen